# Giải Hiệp hội các nhà phê bình phim người Mỹ gốc Phi 2008
Giải Hiệp hội các nhà phê bình phim người Mỹ gốc Phi lần thứ 6

19 tháng 12 năm 2008
Phim hay nhất: 

 The Dark Knight 
Giải Hiệp hội các nhà phê bình phim người Mỹ gốc Phi 2008, vinh danh những thành tựu điện ảnh xuất sắc nhất năm 2008, được trao vào ngày 19 tháng 12 năm 2008.

## 10 phim hay nhất
1. The Dark Knight
2. Slumdog Millionaire
3. The Curious Case of Benjamin Button
4. The Secret Life of Bees
5. Cadillac Records
6. Miracle at St. Anna
7. Milk
8. Seven Pounds
9. Doubt
10. Iron Man

## Các phim giành giải
- Nam diễn viên chính xuất sắc nhất:
  - Frank Langella - Frost/Nixon
- Nữ diễn viên chính xuất sắc nhất:
  - Angelina Jolie - Changeling
- Đạo diễn xuất sắc nhất:
  - Danny Boyle - Slumdog Millionaire
- Phim hay nhất:
  - The Dark Knight
- Nam diễn viên phụ xuất sắc nhất:
  - Heath Ledger - The Dark Knight tưởng niệm
- Nữ diễn viên chính xuất sắc nhất:
  - Viola Davis - Doubt